# Edna Stern
Pour les articles homonymes, voir Stern.
Edna Stern (en hébreu : עדנה שטרן ; Bruxelles, 6 mars 1977) est une pianiste et pianofortiste Israélo-belge.

## Biographie
Edna Stern est née en Belgique et a grandi en Israël,. Elle commence à jouer du piano à l'âge de six ans, puis étudie avec Viktor Derevianko (élève lui-même d'Heinrich Neuhaus) et Natasha Tadson à la Rubin Academy de Tel-Aviv.
Elle étudie ensuite à la Chapelle royale de la Reine Élisabeth à Bruxelles et avec Martha Argerich. En 1996, elle se rend à Bâle pour étudier pendant quatre ans avec Krystian Zimmerman. Plus tard, elle prend part à des classes de maîtres à l'académie internationale de piano du lac de Côme et a l'occasion de travailler avec Alicia de Larrocha, Dmitri Bachkirov, Andreas Staier et Leon Fleisher.
Elle suit Fleisher au Peabody Institute de l'Université Johns Hopkins de Baltimore, une année. En 2000, elle remporte le concours international de Senigallia et en 2001, le prix Juventus.[réf. nécessaire]
En 2003, elle s'installe à Paris, où elle donne des prestations historiquement informées sur piano-forte.
Son premier disque intitulé Chaconne, est nommé en tant que meilleur disque de l'année 2005 par Arte.[réf. nécessaire]
Depuis septembre 2009, cette artiste  est enseignante au Royal College of Music à Londres,.

## Répertoire
Son répertoire embrasse Jean-Sébastien Bach, Carl Philipp Emanuel Bach jusqu'à Luciano Berio et d'autres compositeurs contemporains.

## Enregistrements
- 2005 : Chaconne, Pièces de Ferruccio Busoni, Rudolf Lutz, Brahms et Johann Sebastian Bach – Amandine Beyer, violon (17-20 janvier 2005, Zig-Zag Territoires) (OCLC 150317964)
- 2007 : Fantaisies, Robert Schumann,  Variations sur le nom Abegg, op. 1 ; Études symphoniques, op. 13 et Felix Mendelssohn, Prélude et fugue, op. 35 (3-7 juillet 2006, Zig-Zag Territoires) (OCLC 237004350)
- 2008 : Carl Philipp Emanuel Bach, Sonates pour violon et piano
- 2009 : Nun Komm der Heiden Heiland – Préludes et fugues, chorals de Bach, Bach-Busoni, Brahms (14-18 avril 2008, Zig-Zag Territoires) (OCLC 458616195)[10]
- 2009 : Chopin, Œuvres pour violoncelle – Ophélie Gaillard, violoncelle Goffriller 1737 ; Edna Stern, piano Pleyel 1843 (Aparté) 899918821
- 2010 : Chopin, Sonate n° 2, Préludes
- 2010 : Mozart, Concerto pour piano n° 9, 12 & 14 – Orchestre d'Auvergne, dir. Arie van Beek (13-17 avril 2009, Zig-Zag Territoires) (OCLC 664691566)
- 2013 : Piano des lumières : de Bach à Mozart, Galuppi, Bach, CPE Bach, Haydn, Mozart (Air Note) (OCLC 866939097)
- 2017 : Hélène de Montgeroult, Sonate en fa mineur no 9, Fugue no 1 en fa mineur, Études no 7, 17, 19, 26, 28, 37, 55, 65, 66, 104, 106, 107, Thème varié dans le genre moderne - Edna Stern, piano Pleyel de 1860 du Musée de la musique, Paris (2017, Orchid Classics) (OCLC 981866344)